# Melangyna
Genre
Melangyna est un genre de mouches du sous-ordre des Brachycera (mouches muscoïdes aux antennes courtes) et de la famille des Syrphidae. 

## Liste des espèces
- Melangyna arctica (Zetterstedt, 1838)
- Melangyna coei Nielsen, 1971
- Melangyna fisherii (Walton, 1911)
- Melangyna guttata (Fallen, 1817)
- Melangyna lasiophthalma (Zetterstedt, 1843)
- Melangyna sexguttata Meigen
- Melangyna subfasciata (Curran, 1925)
- Melangyna triangulifera (Zetterstedt, 1843)
- Melangyna umbellatarum (Fabricius, 1794)
- Melangyna vespertina Vockeroth, 1980
- Melangyna viridiceps (Macquart, 1847)